# Landelijke fietsroute 53
De Arteveldroute of LF53 was een LF-route in België tussen Gent en De Panne, een route van ongeveer 134 kilometer. Het fietspad was een verbinding tussen de stad Gent (waar de route aansloot op de LF6 en de LF30). De naam komt van de stad Gent, ook wel de Arteveldstad genoemd.  
Na Gent loopt de route door het Houtland en gaat hierbij door Tielt (waar aansluitingen zijn met de LF52 en LF39) en Torhout, geboorteplaats van Karel van Wijnendaele. Ook gaat de route over de Ruidenberg en door Diksmuide en Veurne. Tot slot gaat de route door een fors duingebied alvorens De Panne te bereiken.